# Agromyza frontella
Espèce
Agromyza frontella (la mouche mineuse des feuilles de la luzerne ou mineuse virgule de la luzerne) est une espèce d'insectes diptères de la famille des Agromyzidae, originaire d'Europe.
Cette petite mouche est un ravageur des cultures de luzerne. Ses larves mineuses se développent à l'intérieur du limbe des feuilles dans des galeries creusées entre l'épiderme inférieur et l'épiderme supérieur. Les dégâts consistent principalement en une dégradation de la qualité du fourrage.

## Distribution
L'aire de répartition d'Agromyza frontella comprend l'Europe et une partie de l'Amérique du Nord (Manitoba, Ontario, centre nord des États-Unis) où l'espèce a été introduite en 1968.